# Синоп (футбольный клуб)
«Сино́п» (порт. Sinop Futebol Clube) — бразильский футбольный клуб, базирующийся в городе Синопе, штат Мату-Гросу.

## История
«Синоп» был основан 16 января 1977 года. Клуб проиграл в первом раунде Кубка Бразилии «Сантосу» в 1999 году с суммарным счётом 7:0 и в следующем году в третьем туре — «Сан-Паулу» с общим счётом 6:0, обыграв предварительно «Убиратан» с итоговым счётом 6:1.

## Стадион
В настоящее время клуб играет на своём домашнем стадионе под названием «Эштадиу Мунисипаль Гиганте ду Норте» (сокращённо — «Гигантан»), который имеет вместимость 25000 человек. Ранее клуб делил стадион с соседями «Атлетика Синоп», однако эта команда была расформирована.

## Известные игроки
Великий вратарь «Сан-Паулу» Рожерио Сени играл за клуб в 1987—1990 годах. На стадионе клуба имеется мемориал в честь Рожерио Сени.

## Талисман
Талисманом клуба является петух.

## Достижения
- Чемпион лиги Мату-Гросенсе (3): 1990, 1998, 1999
- Чемпион Второго дивизиона лиги Мату-Гросенсе (2): 1988, 2012